# ۳۰۹۶ روز
۳۰۹۶ روز (آلمانی: 3096 Tage) یک فیلم درام آلمانی محصول سال ۲۰۱۳ به کارگردانی شری هورمن است. این فیلم بر اساس داستان واقعی ناتاشا کامپوش، مصائب دختری ۱۰ ساله و ربوده شدن هشت ساله او توسط ولفگانگ پریکلوپیل ساخته شده‌است. بازیگر اهل ایرلندی شمالی، آنتونیا کمبل-هیوز کامپوش را به تصویر می‌کشد، در حالی که توره لینهارت نقش پریکلوپیل را بازی می‌کند.